# André Baganz
André Baganz (* 9. Mai 1961 in Ost-Berlin) ist ein deutscher Straftäter. Für seinen gemeinschaftlichen Gefängnisausbruch mit blutiger Geiselnahme aus der MfS-Untersuchungshaftanstalt Frankfurt (Oder) am 20. September 1981 wurde er zu einer lebenslänglichen Freiheitsstrafe verurteilt, die er bis 1991 in der Haftanstalt Bautzen II verbüßte.

## Leben

### Jugend
Der Sohn einer Lehrerin wuchs in Wismar und Streichwitz auf. Er erlernte den Beruf eines Kfz-Mechanikers und war wegen seiner Hautfarbe – sein Vater war Schwarzafrikaner – in der DDR dem Alltagsrassismus ausgesetzt. Im August 1981 versuchte Baganz mit seinem Freund Andreas A. über die innerdeutsche Grenze zu fliehen. Beide wurde wegen versuchten ungesetzlichen Grenzübertritts festgenommen und in die MfS-Untersuchungshaftanstalt Collegienstraße in Frankfurt (Oder) verbracht.

### Gefängnisausbruch und Geiselnahme
Zusammen mit zwei seiner Mitgefangenen plante Baganz einen gewaltsamen Ausbruch aus dem Gefängnis und die Flucht nach West-Berlin. Dazu erschien ihnen ein Wochenende wegen der reduzierten Zahl der anwesenden Strafvollzugsbeschäftigten als günstigster Zeitpunkt. Am Morgen des 20. September 1981 fesselten die drei den vierten Zelleninsassen, der sich nicht an dem Ausbruch beteiligen wollte, und überwältigten um 7:30 Uhr beim Aufschluss zur Freistunde einen Gefängniswärter. Anschließend schlugen die Ausbrecher einen weiteren Wärter nieder, brachten zwei Maschinenpistolen Kalaschnikow mit 60 Schuss an sich und befreiten Andreas A. Sie nahmen zwei Beschäftigte der UHA als Geiseln, wobei eine davon durch einen Schuss schwer verletzt wurde. Drei Versuche, vor der Haftanstalt geparkte Pkw für die Flucht kurzzuschließen, blieben erfolglos. Eine Viertelstunde nach Beginn des Ausbruchs erhielt das Volkspolizeikreisamt Frankfurt (Oder) einen stillen Notruf aus der UHA und beorderte zwei Funkstreifenwagen zur Haftanstalt.
Unter Androhung, eine Geisel zu erschießen, forderten die Ausbrecher die Volkspolizisten zum Verschwinden auf, dabei wurde auch in die Luft geschossen. Als der Polizeimeister Manfred R. ein deeskalierendes Gespräch mit den Geiselnehmern suchte, wurde er von Burkhard S. entwaffnet und danach mit seiner Dienstwaffe hinterrücks niedergeschossen. Da die Schießerei vor der Haftanstalt auch von Anwohnern wahrgenommen und gemeldet worden war, flohen die Ausbrecher mit ihren Geiseln in das Hochhaus Karl-Marx-Straße 23 an der Oderbrücke. Dort erzwangen sich die bewaffneten Männer Zugang zu einer Wohnung, um an ein Fluchtauto zu gelangen. Da das Auto der Wohnungsinhaber defekt war und die Familie auch über kein Telefon verfügte, über das Forderungen nach einem Fluchtauto an die Volkspolizei hätten gestellt werden können, wurden die vier Ausbrecher an den Hausmeister verwiesen, der über einen Telefonanschluss verfügte.
Über mehrere Stunden verschanzten sich die Geiselnehmer in der Hausmeisterwohnung. Baganz forderte von der Polizei die Bereitstellung eines Fluchtwagens vom Typ „Wartburg Tourist“ sowie eines Arztes für die verletzte Geisel. Zur Bekräftigung ihrer Forderungen gaben die Geiselnehmer aus der Wohnung im 5. Stock mehrere Schüsse auf die inzwischen gesperrte und von Scharfschützen umstellte Straße ab und verlangten dabei freies Geleit nach West-Berlin. Gegen 10:30 Uhr erhielt ein Arzt Zugang zur Hausmeisterwohnung. Die Geiselnehmer gaben den schwerverletzten Strafvollzugsbeschäftigten, der dringend eine Behandlung im Krankenhaus benötigte, schließlich frei. Er starb einige Wochen später an Folgen seiner Verletzungen. Wenig später konnten auch die Frau und die Tante des Hausmeisters die Wohnung verlassen. Inzwischen waren vier bis fünf Fahrzeuge einer Spezialeinheit des Ministeriums für Staatssicherheit zur Terrorabwehr in Frankfurt eingetroffen. Diese begann um 13:30 Uhr einen Sturm auf die Hausmeisterwohnung, die vier Geiselnehmer wurden um 13:48 Uhr nach einem Schusswechsel überwältigt.
In den DDR-Medien fand die Geiselnahme vom 20. September 1981 in Frankfurt kaum Erwähnung, lediglich das im Erdgeschoss des Hochhauses ansässige SED-Parteiorgan Neuer Tag berichtete in einem Elfzeiler über das Ereignis. Die verwüstete Hausmeisterwohnung war bereits nach zwei Tagen wiederhergestellt. Gegen die vier Geiselnehmer wurde im Oktober 1981 ein Schnellverfahren eröffnet, das nach nur drei Verhandlungstagen und 26 Tage nach der Tat zum Abschluss kam. André Baganz und seine beiden 19-jährigen Mittäter Burkhard S. und Detlef L., die des gemeinschaftlichen vollendeten Terrors im besonders schweren Fall in Tateinheit mit Mord und versuchtem Mord beschuldigt wurden, erhielten lebenslange Freiheitsstrafen. Baganz’ Freund, der 22-jährige Andreas A., erhielt eine Haftstrafe von 13 Jahren wegen Terrors und versuchten Mordes. Das Oberste Gericht der DDR verwarf zwei Monate später die Berufung der vier Geiselnehmer. Baganz verbüßte seine Strafe in der Sonderhaftanstalt Bautzen II, davon fünf Jahre in Einzelhaft.
Nach der Deutschen Wiedervereinigung kassierte das Bezirksgericht Potsdam im Mai 1991 die lebenslangen Freiheitsstrafen gegen Baganz und seiner zwei Mittäter und entschied, dass das Jugendstrafrecht, das eine Höchststrafe von zehn Jahren vorsah, anzuwenden gewesen wäre. Am 8. Mai 1991 erfolgte seine Entlassung aus dem Strafvollzug.
Baganz ist verheiratet und hat drei Töchter; er lebt als Taxifahrer und Schriftsteller in Bonn.
Der Gefängnisausbruch wurde in der Folge Spektakulärer Gefängnisausbruch in Frankfurt (Oder) 1981 der MDR-Reihe Die Spur der Täter thematisiert.

## Publikationen
- Lebenslänglich Bautzen II: als Farbiger in der DDR, Westkreuz-Verlag Berlin Bonn 1993, ISBN 978-3-922131-83-0.
- Endstation Bautzen II: zehn Jahre lebenslänglich, Mitteldeutscher Verlag Halle (Saale) 2011, ISBN 978-3-89812-763-9.
- Das Gurren der Tauben, Kindle eBook 2014